# Лубенський полк
Лубе́нський полк — адміністративно-територіальна одиниця Гетьманщини, один із 10 лівобережних полків козацької держави. Полковий центр — місто Лубни.

## Історія
Уряд Лубенського полковництва у XVII ст.. займали наступні особи Швець Павло (1658), Яків Засядько (1659, 1660), Шамлицький Степан (1660, 1661, 1663), Пирський Андрій (1662, 1663), Вербицький Гнат Якович (1663), Гамалія Григорій Михайлович (1665, 1668, 1669, 1687—1688), Щербак Богдан Васильович (1666, 1667), Лещенко Устим (1668, наказний), Плис Пилип (1669), Нестеренко Андрій Корнійович (1672), Михайло Степанов (1672), Сербин Іван Федорович (1672, 1675, 1676), Ілляшенко Максим (1676—1687), Головченко Яким (бл. 1688). Свічка Леонтій Назарович (1688—1699).
Полковниками XVIII століття були: Зеленський Дмитро (1700—1708), Савич Василь, (1710—1714), Маркович Андрій (1714—1727), Апостол Петро Данилович, (1727—1757), Кулябка Іван Петрович (1757—1770) та Максимович Степан Петрович, (1770—1781).
При першому утворенні полкового управління в 1649 році Лубенщина була розділена між двома полками: сотні Лубенська, Сенчанська, Лохвицька, Глинська, Роменська і Костянтинівська ввійшли до складу Миргородського полку, а сотні — Оржицька, Яблунівська, Пирятинська, Чорнуська, Городиська і Курінська — до складу полку Кропивянського. Лубни не могли бути назначені в ті часи полковим центром, імовірно, через якісь приватні причини, як-те, що Джеджелею, першому Кропивянському полковнику, зручніше було для проживання містечко Кропивна, ніж Лубни, як пізніше полковнику Андрію Марковичу, який фактично переніс центр полкового управління з Лубен до Ромена, оскільки останнє було зручніше в його особистих господарських справах.
У будь-якому випадку, в половині XVII століття Лубни були уже справжнім містом, у якому мався магістрат, з війтом, бурмістрами і міським писарем та яке було настільки населене, що з одних міських його мешканців складалася особлива Лубенська сотня. Через це вже в 1658 році в Лубнах утворився полковий центр, при цьому в полковий Лубенський округ входять названі вище дванадцять сотень. З часом кордони полку дещо змінилися, коли до його складу були включені новоутворені сотні — Чигрин-Дібровська (або Жовнинська), Горошинська, Лукімська, Снітинська, Хмелівська та Смілянська.
Ще в 1648 році на чолі з Герасимом Яськевичем формація з восьми сотень брала участь у повстанні під проводом Б.Хмельницького. Втім після Зборівського договору 1649 ці території увійшли до складу Миргородського, Кропивнянського та Полтавського полків.
Як адміністративно — територіальна одиниця полк постав 1658 року за гетьманства Івана Виговського.
Кількість сотень у полку змінювалася від 13 у 1658 році до 23 у XVIII ст. 1658 року до його складу ввійшли 7 сотень Миргородського, 4 сотні Кропивнянського полків та сотня Полтавського полку.
За списком 1723 року в полку було 2687 піших і 3968 кінних козаків.
У 1767—1770 роках на території Жовнинської сотні Лубенського полку тривало Кліщинське повстання.
У зв'язку з ліквідацією царським урядом полкового устрою в Україні припинив своє існування 1781 року, а його територія ввійшла до складу Київського та Чернігівського намісництв.

## Військові кампанії
Брав участь у Чуднівській кампанії, першим прийняв бій на самому початку зазнавши великих втрат — 4 вересня на Люберському тракті зіткнувся з польсько — татарським авангардом і як наслідок втратив близько тисячі козаків.
Під час громадянської війни у 1669 році лубенці під проводом Григорія Гамалії діяли спільно з П.Дорошенком супроти Дем'янка, владу котрого південні полки не визнавали. Військо котре очолював Гамалія зійшлося у битві з супротивником біля Рогинців — йому протистояли наймані охотницькі полки Кияшка та Ворошила котрі й вийшли переможцями у цій баталії.
1690-го брав участь у поході на Кизикермен. Учасник кримських та азовських походів, під час ІІ Азовського (1696) козаки Гадяцького і Лубенського полків, очолювані наказним гетьманом Яковом Лизогубом, здобули турецьку фортецю Азов. Наступного року (1697) під проводом Л.Свічки полк був задіяний у турецькій кампанії. Під час Північної війни у 1701—1702 діяв проти шведів на Псковщині. Згодом у 1707—1708 придушення Башкирського повстання. Лубенський полк, разом з Миргородським та Прилуцьким, перебував при гетьмані під час заключення І.Мазепою військового союзу з королем Швеції. Згодом брав участь у російсько-турецькій війні (1768—1774) включно кампанії з приєднання до складу тодішньої імперії Криму.

## Господарство у XVIII столітті
Значне місце в господарському житті Лівобережжя здавна займало вівчарство. По селах і містах були «мирські стада», для яких відводились пасовища. На початку XVIII ст. вівчарство зробило значний крок вперед. Зважаючи на сприятливі природні умови на Україні — м'який клімат, наявність добрих пасовищ і т. д., — російський уряд вжив заходів до розведення в Україні високоякісних порід овець. У полки послали виписаних з Польщі та Сілезії спеціальних іноземних вівчарів («овечьи надзиратели»), обов'язком яких було навчати жителів методам розведення високоякісних овець і стрижіння вовни.
У Лубенському полку в 1724 р. налічувалося понад 15 тис. господарів, що мали овець. Для нагляду за вівцями та інструктажу вівчарів встановлювались спеціальні посади — «отборных овец овчаров», «комиссаров овчарных заводов» і т. д.

## Народні повстання та втечі на Лівобережній Україні XVII—XVIII століть
У кінці XVII селянські невдоволення певними складними умовами феодального устрою призвели до масових повстань та втеч селян на правий берег Дніпра та Запоріжжя.
Заворушення влітку 1688 р. в різних полках, особливо в Лубенському і Миргородському, примушувало гетьманський уряд весь час тримати напоготові наймані війська. Разом з тим гетьман наполегливо домагався збільшення кількості розташованих в Україні російських стрільців, «чтоб для опасения от своевольных людей было при помощи больше надежды»
Особливого розмаху селянські втечі за Дніпро набрали в 1702—1704 pp., коли визвольний рух на правобережній Наддніпрянщині досяг найвищого рівня. Старшинська адміністрація, захищаючи інтереси українських феодалів, вживала всіх заходів до припинення селянських втеч. Вздовж дніпровського узбережжя були поставлені посилені караули. Втікачів карали смертю. Зі свого боку, царський уряд наполягав на найсуворіших заходах боротьби проти переходів за Дніпро.
Селянські втечі і переселення продовжувались і в наступні роки. Проте кількість їх помітно зменшується. Частково це пояснювалось суворими заборонами і покараннями, до яких у ті роки вдавалася старшинська адміністрація. Але основною причиною було те, що Правобережна Україна після Прутської угоди знову повністю підпала під владу шляхетської Польщі; визвольний рух на правобережній Наддніпрянщині був придушений, зруйновано і Запорозьку Січ, що довгі роки була притулком для втікачів з Лівобережжя.
Поряд з цими формами протесту народних мас Лівобережної України проти феодально-кріпосницького гніту все частіше виникали відкриті прояви стихійного обурення селян і рядового козацтва, що нерідко переростали у повстання. Одне, з найбільших народних повстань спалахнуло в 1687 р. на Лівобережній Україні. Воно почалось в Гадяцькому і Прилуцькому полках, де козаки розправились з своїми гнобителями — старшинськими урядовцями. Одночасно з виступом козаків почався широкий селянський рух у більшості полків Лівобережжя — в селах і містечках Переяславського, Гадяцького, Прилуцького, Стародубського, Лубенського, Миргородського і Чернігівського полків.